# Lutz Heilmann
Lutz Heilmann (Zittau, 7 de Setembro, 1966) é um político alemão filiado ao Die Linke, atual membro do Bundestag, o parlamento alemão. Ele entrou no parlamento após as eleições de 2005, através da lista de partido. Logo em seguida, foi revelado pela revista Der Spiegel que Heilmann havia trabalhado para a Stasi (a polícia secreta da Alemanha Oriental). Heilmann chamou a atenção da mídia internacional em 13 de novembro de 2008 quando uma ação que movia na justiça causou o bloqueio do site www.wikipedia.de.

## Participação na Stasi
Após sua eleição em 2005, foi revelado pela revista Der Spiegel que ele havia trabalhado para a Stasi de 1985 a 1990. Heilmann é o único empregado de tempo integral da Stasi a ser eleito para o Bundestag (embora alguns outros políticos do Die Linke tenham sido informantes "não oficiais").
Heilmann por pouco sobreviveu a uma tentativa de impeachment pelo eleitorado do partido por não ter contado a verdade sobre seu passado no Stasi antes de virar membro do parlamento.
Heilmann atuou no departamento Hauptverwaltung Aufklärung Personenschutz da Stasi, então diretamente subordinada a Erich Mielke. O departamento era responsável pela "segurança pessoal" de líderes, mas também atuava em atividades irregulares de repressão e contratava os serviços de informantes. Seu registro de emprego na Stasi declara que Heilmann se juntou à polícia secreta por motivação política e que ele se identificava com o seu trabalho e percebia que tinha futuro na agência. Ele deixou a Stasi depois de sua dissolução com a queda do regime socialista.

## Atuação acadêmica
Heilmann frequentou a faculdade de Direito de 1992 a 2004, graduando-se em 2004. Durante esta época, trabalhou como caixa em um posto de gasolina e vendedor de tapetes. Após um período desempregado (2004-2005), ele obteve o cargo de escrevente (Rechtsreferendar) no Landgericht (um tribunal intermediário) de Lübeck, do qual se afastou após sua eleição para o Bundestag.

## Atividades políticas
Heilmann participou do Jugendweihe (uma celebração do regime socialista para rapazes na puberdade) em 1981. Ele entrou para o Partido Socialista Unificado (SED) da Alemanha Oriental em 1986 e, desde então, foi membro de seus sucessores (SED-PDS, PDS, Die Linkspartei.PDS e atualmente Die Linke), apesar de que se afastou da atividade partidária em 1992, retornando apenas em 2000.
Heilmann, que já foi casado, é abertamente gay desde 2006 e organiza a participação dos membros homossexuais do Die Linke na parada gay de Christopher Street Days. No Bundestag, suas principais atividades têm se focado em favorecer o meio-ambiente.
Heilmann se envolveu em uma briga interna no Die Linke, tentando fazer com que o chefe do partido em Lübeck, Ragnar Lüttke, seja expulso. Em outubro de 2008, ele revelou à imprensa fotografias de 2004 mostrando Lüttke em uma festa em comemoração ao aniversário de Josef Stálin.

## Processo contra Wikimedia Deutschland
Em 13 de novembro de 2008, Heilmann abriu um processo contra a Wikimedia Deutschland no Landgericht de Lübeck, obtendo uma liminar bloqueando o endereço da internet www.wikipedia.de (controlado pela Wikimedia Deutschland) de conectar os usuários ao link de.wikipedia.org (controlado pela Wikimedia Foundation, com sede nos Estados Unidos) enquanto algumas informações em relação a ele fossem disponibilizadas no artigo da Wikipédia em alemão sobre ele. Heilmann também tomou medidas legais contra um editor e dois autores da Wikipédia.
De acordo com o site da revista Focus, Heilmann estava contestando alegações feitas no artigo de que ele não havia concluído o ensino superior e de que havia sido sócio de uma empresa envolvendo pornografia. Ele, entretanto, admitiu ter agido como "guarda" de uma sex shop online de um amigo, evitando que crianças entrassem no site. A reportagem sugere que o artigo de Heilmann na Wikipédia havia sido editado várias vezes e justamente em relação as contestações dele por um usuário anônimo operando dentro do prédio do Bundestag, mas Heilmann negou participação em uma guerra de edição.
Em outubro de 2008, alguns jornais alemães noticiaram que Heilmann estava sob investigação por ter ameaçado um ex colega de quarto via SMS e que o comitê de imunidade do Bundestag havia tirado sua imunidade parlamentar em relação ao caso. Heilmann negou a acusação e publicou uma declaração em sua defesa. De acordo com o website taz, a acusação era de "tentativa de coerção" (versuchte Nötigung). A declaração de Heilmann encaixa-se nessa expliação, já que ele declara que o comitê já havia lidado com o caso, em 17 de outubro, em relação a pequenos bilhetes que ele havia enviado ao ex colega de quarto. O assunto foi parar no artigo dele na Wikipédia, assim como acusações de que ele havia eliminado partes de seus registros na Stasi. Heilmann também citou essas passagens de seu artigo como razões que o levaram a processar a Wikimedia Deutschland.
Após a retirada de algumas declarações de seu artigo na Wikipédia e após intensa cobertura da mídia, Heilmann anunciou em 16 de novembro que iria dar um fim aos procedimentos legais contra a  Wikimedia Deutschland, lamentando que muitos usuários não-envolvidos diretamente no assunto foram afetados. Ele jurou, entretanto, que iria continuar sua busca contra o editor da Wikipédia que originalmente havia adicionado o material ofensivo contra ele.
Heilmann mais tarde se desculpou publicamente pela ação contra a Wikipédia. "Eu não estava pensando direito e não antevi as consequências", admitiu. A Wikipédia em alemão noticiou que no sábado em que esteve bloqueada recebeu doação recorde de 16.000 euros; num dia comum, as doações totalizam 3.000 euros.